# طيور الهويا
طيور الهويا (huia) هي نوع من أنواع الطيور المنقرضة، كانت في أفريقيا، طائر متوسط الاحجم وأسود اللون ذو منقار أصفر ووجنتيه باللون الأحمر.

## سكنه
كان يسكن في نيوزيلاندا

## اختفاءه
لم يعد له ذِكر تماما منذ عام 1907 إلى يومنا هذا.

## اسباب اندثاره
وقد أدت التغيّرات المفاجئة والتوّسع في الغابات إلى محيها، وقد كان هذا الطائر الجميل يستخدم بكثرة للطعام.